# Matt Niskanen
Matt Niskanen (Virginia, Minnesota, 1986. december 6. –) amerikai profi jégkorongozó.

## Karrier
A Dallas Stars választotta ki őt a 2005-ös NHL-draft első körének 28. helyén. Ezután a University of Minnesota-Duluthra került be és az első évében (2005–2006) 38 meccsen 14 pontot szerzett. Másodévesen az egyetemi csapatban a Minnesota-Duluth Bulldogs-ban kilenc gól és 22 assziszt volt a neve mellett 38 mérkőzésen. A 2006–2007 évben benne volt a legjobb WCHA akadémiai és legjobb WCHA csapatában. Miután elhagyta az egyetemet az AHL-ben szereplő Iowa Stars kötött vele kontraktust a hátralevő szezonra valamint három évre a Dallas Stars. 2010–2011-es szezonban az átigazolási időszak lejárta előtt James Neallel együtt elcserélték a Pittsburgh Penguinshez Alex Goligoskiért. Első teljes pittsburghi szezonjában 75 mérkőzésen 21 pontot szerzett. A csapattal bejutottak a rájátszásba, ahol nagy csatában a Philadelphia Flyers búcsúztatta őket az első körben. Niskanen 4 mérkőzésen játszott.

## Nemzetközi szereplés
Még egyetemista korában részt vett a 2006-os junior jégkorong-világbajnokságon és hét mérkőzésen pont nélkül zárt. 2009-ben bemutatkozott a felnőtt válogatottban a 2009-es IIHF jégkorong-világbajnokságon ahol kilenc mérkőzésen egy gól és két assziszt volt a neve mellett és a bronzmérkőzésen kikaptak a svédektől.

## Karrier statisztika

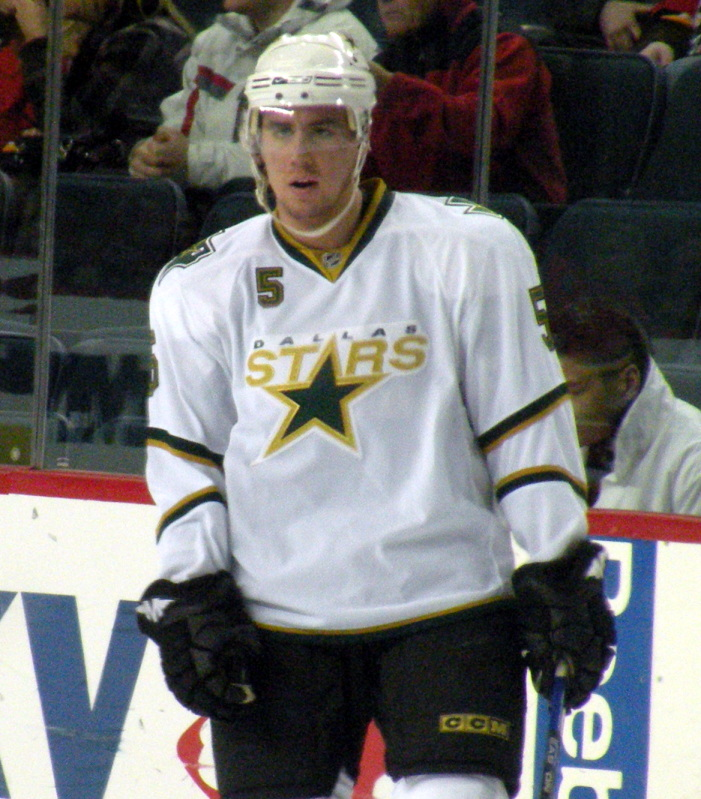
Niskanen még a Dallas Stars színeiben

| 2005–2006        | Minnesota Duluth    | WCHA             | 38  | 1  | 13 | 14  | 40  | —  | — | — | — | —  |
| 2006–2007        | Minnesota Duluth    | WCHA             | 39  | 9  | 22 | 31  | 42  | —  | — | — | — | —  |
| 2006–2007        | Iowa Stars          | AHL              | 13  | 0  | 3  | 3   | 6   | 12 | 2 | 5 | 7 | 10 |
| 2007–2008        | Dallas Stars        | NHL              | 78  | 7  | 19 | 26  | 36  | 9  | 0 | 3 | 3 | 4  |
| 2008–2009        | Dallas Stars        | NHL              | 80  | 6  | 29 | 35  | 52  | —  | — | — | — | —  |
| 2009–2010        | Dallas Stars        | NHL              | 74  | 3  | 12 | 15  | 18  | —  | — | — | — | —  |
| 2010–2011        | Dallas Stars        | NHL              | 45  | 0  | 6  | 6   | 30  | —  | — | — | — | —  |
| 2010–2011        | Pittsburgh Penguins | NHL              | 18  | 1  | 3  | 4   | 20  | 7  | 0 | 1 | 1 | 0  |
| 2011–2012        | Pittsburgh Penguins | NHL              | 75  | 4  | 17 | 21  | 47  | 4  | 1 | 2 | 3 | 6  |
| NHL Összesített  | NHL Összesített     | NHL Összesített  | 370 | 21 | 86 | 107 | 203 | 27 | 1 | 6 | 7 | 16 |
| AHL Összesített  | AHL Összesített     | AHL Összesített  | 13  | 0  | 3  | 3   | 6   | 12 | 2 | 5 | 7 | 10 |
| WCHA Összesített | WCHA Összesített    | WCHA Összesített | 77  | 10 | 35 | 45  | 82  | —  | — | — | — | —  |

## Díjai
- WCHA Első All-Star Csapat: 2007